# Erdogan Atalay
Erdoğan Atalay, född 22 september 1966 i Hannover, Niedersachsen, är en tysk skådespelare.
Han är mest känd för sin roll som polisen Semir Gerkhan i TV-serien Alarm für Cobra 11 - Die Autobahnpolizei.

## Roller (urval)
- 1996–  – Cobra 11 (TV-serie)
- 2000 – Maximum Speed
- 2003 – Alarm für Cobra 11 – Einsatz für Team 2 (TV-serie)
- 2011 – Geister: All Inclusive (TV-film)
- 2013 – SOKO München (TV-serie)
- 2016 – SOKO Stuttgart (TV-serie)
- 2018 – Asphaltgorillas